# Base aérienne de Neubourg

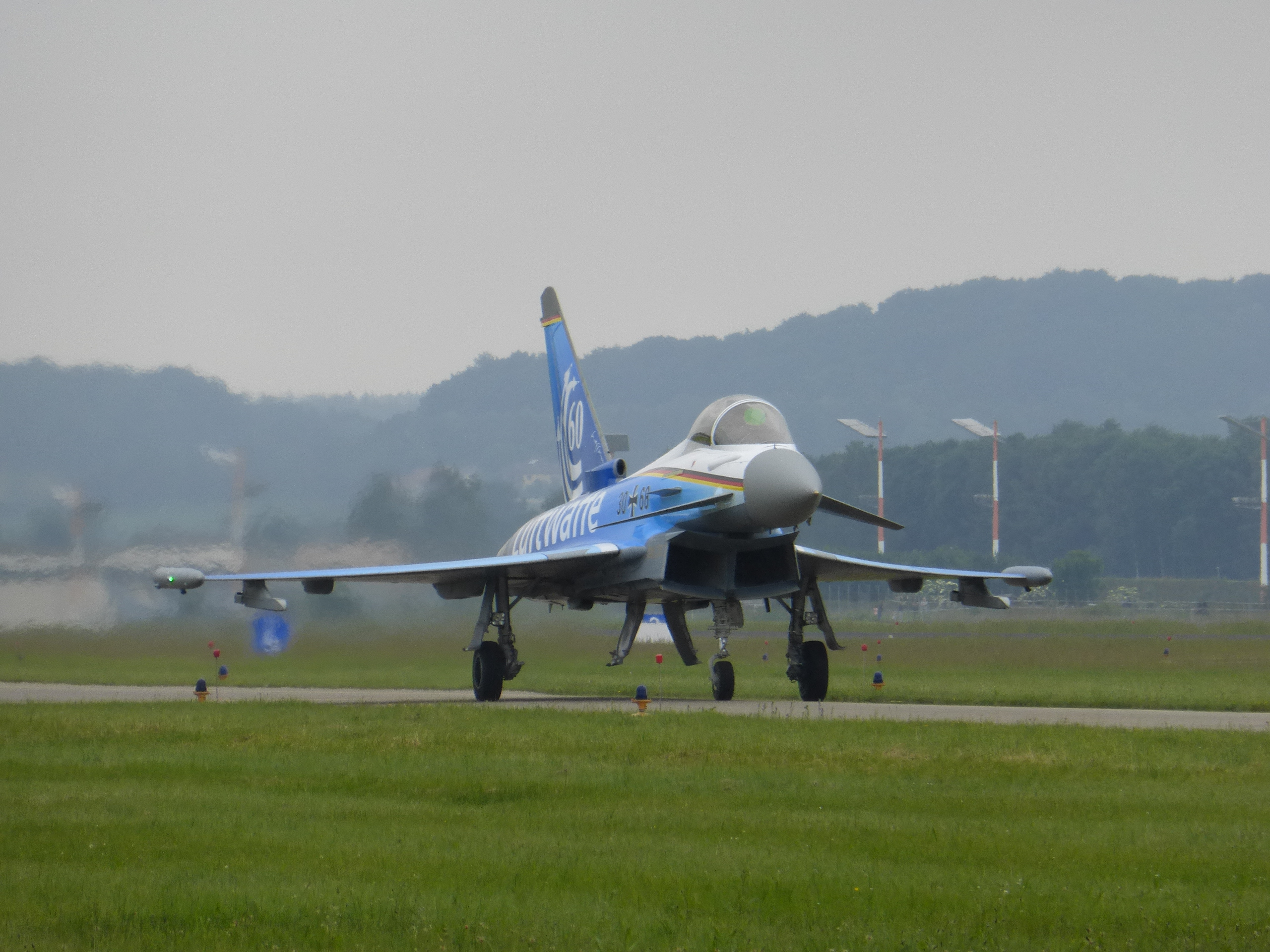
Eurofighter Typhoon du JG-74 le 11 juin 2016.

La base aérienne de Neubourg est une base aérienne de la Luftwaffe située près de la ville de Neubourg-sur-le-Danube dans le Land de Bavière.

## Historique
Dans les derniers temps de la Seconde guerre mondiale, un site d'assemblage souterrain construit sur la base construit des Messerschmitt Me 262.
La base abrite depuis 1961 le JG-74 (renommé depuis Taktisches Luftwaffengeschwader 74) qui est le premier escadron opérationnel allemand à voler sur Eurofighter Typhoon après une transition entre 2006 et 2008.